# Molysmologie
 (décembre 2019).
Si vous disposez d'ouvrages ou d'articles de référence ou si vous connaissez des sites web de qualité traitant du thème abordé ici, merci de compléter l'article en donnant les références utiles à sa vérifiabilité et en les liant à la section « Notes et références ».
La molysmologie est une discipline scientifique apparue dans les années 60 s'attachant à étudier les pollutions ; tant l'origine des polluants que leurs voies de transfert, de transformations, leurs effets, etc.

## Origine du terme
Le terme fut inventé par le biologiste Maurice Fontaine à partir du grec "μολυσμος" (molysmos, infecter) dans le cadre de ce qu'il intitula « molysmologie marine » pour désigner une science nouvelle : l’étude des pollutions marines liées aux activités humaines.